# James L. Holloway Jr.
James Lemuel Holloway Jr. (20 juin 1898 — 11 janvier 1984) est un amiral quatre étoiles de la marine américaine qui a été surintendant de l'Académie navale des États-Unis de 1947 à 1950 ; en tant que chef du personnel naval de 1953 à 1957 ; et en tant que commandant en chef de toutes les forces navales des États-Unis dans l'Atlantique Est et la Méditerranée de 1957 à 1959, à ce titre, il a commandé l'intervention américaine de 1958 au Liban. En tant que fondateur du plan Holloway, il était responsable de la création du Corps de formation des officiers de la Réserve navale moderne.
Holloway était le père de l'amiral quatre étoiles et chef des opérations navales, l'amiral James L. Holloway III. Depuis 2019, ils sont les seuls père et fils à servir tous les deux comme amiraux quatre étoiles dans la marine américaine pendant leur service actif, au lieu d'être promus à ce grade à titre posthume ou à la retraite.

## Biographie
Holloway est né le 20 juin 1898 à Fort Smith, Arkansas, du futur centenaire James Lemuel Holloway et de l'ancienne Mary George Leaming. En 1904, sa famille a déménagé à Dallas, au Texas, où il était un plaqueur de football universitaire et un membre de l'équipe de débat à Oak Cliff High School, dont il a obtenu son diplôme en 1915. Impossible d'obtenir un rendez-vous aux États-Unis Académie militaire — sa première ambition — Holloway a plutôt réussi les examens d'entrée à l'Académie navale des États-Unis à Annapolis, Maryland, et est entré à l'Académie navale en tant qu'aspirant en 1915. Il a obtenu son diplôme en juin 1918 près du bas de la classe accélérée de 1919, classé 149e sur 199, et a déclaré plus tard qu'il avait évité de quitter l'Académie uniquement parce que sa classe avait obtenu son diplôme tôt en raison de la Première Guerre mondiale. « Je savais que j'aurais bougé dans la mécanique. »